# Дареджан підступна
Дареджа́н підступна («Дареджан Цбіері»; груз. დარეჯან ცბიერის) — опера грузинського композитора Мелітона Баланчивадзе у трьох діях, чотирьох картинах, завершена ним у 1926 році. Лібрето грузинською мовою Костянтина Поцхверашвілі за поемою Акакія Церетелі «Тамара підступна».

## Історія
Композитор працював над оперою протягом 1896—1926 років. Її уривки виконувалися у Санкт-Петербурзі у 1897, 1912 роках (початковий текст російською мовою композитора В. Величко). Опера вийшла у двох редакціях:
- перша редакція під назвою «Підступна Тамара» була закінчена у 1926 році за участі Миколи Черепніна[1]. Її прем'єра відбулася у Тифліському театрі опери та балету 6 квітня 1926 року (диригент Самуїл Столерман, режисер Олександр Цуцунава)[2];
- друга редакція вже мала назву «Підспупна Дареджан» створена за участі сина композитора — Андрія Баланчивадзе[1]. Поставлена у 1936 році у Тифліському театрі опери та балету. Цю оперу, під назвою «Дареджан Цбіері», театр показав у Москві 10 січня 1937 року[1] під час Декади грузинського мистецтва і літератури (диригент Шалва Азмайпарашвілі, режисер Олесандр Цуцунава, художник Сергій Кобуладзе, балетмейстер Давид Джаврішвілі, хормейстер Полікарп Паліашвілі; Дареджан — Надія Цомая, Таїсія Долідзе, Цар — Леон Ісецький, Тиціан Шарашідзе, Цира — Лолула, Віра Малькова, Наврузашвілі, Гоча — Григорій Венадзе, Давид Гамрекелі, Ніко — Михайло Кварелашвілі, Ніко Кумсіашвілі, Блазень — Володимир Кавсадзе, Сванідзе)[2].

## Дійові особи
- Цар Георгій (бас);
- Цариця Дареджан, його дружина (мецо-сопрано);
- Гоча, народний поет (баритон);
- Цира, наближена цариці (сопрано);
- Ніко, молодий гурієць (тенор);
- Міністр (бас);
- Блазень (тенор).

## Сюжет
Події опери відбувається у XVII столітті в Грузії.

### Дія перша
Перед палацом цариці Дареджан, у розкішному парку, вирують веселощі. Проте народ країни страждає від тиранічного гніту, а країна розорена розкішшю правительки. Дареджан, обманюючи свого чоловіка — царя Георгія, намагається завоювати любов народного поета Гочі, складає на його честь оди, обсипає компліментами. Але Гоча цьому не піддається. Він — справжній патріот. Почуття Гочі поділяють наближена цариці дівчина Цира та її коханий, молодий гурієць Ніко. Вони також бажають тільки добра своєму народу і хочуть врятувати його від постійних страждань. Гоча і його друзі, зустрівшись у палаці, вступають між собою в змову проти цариці. За задумом, вночі Цира введе Ніко до спальні сплячої Дареджан, і юнак має убити царицю. Але плану не вдалося здійснитися, бо друзям завадила хода придворних службовців під звуки фанфар. З'являються цариця з царем і вручають цінний подарунок переможцю спортивних змагань. Починається бенкет, танці під веселу музику.

### Дія друга

#### Перша картина
Придворні дами наряджають царицю, улесливо оспівуючи її красу і переваги. Коли туалет Дареджан закінчено, вона видаляє дам, щоб наодинці вдатися до роздумів. Під її владою перебуває весь народ, вона може все, але тільки одне в неї не виходить — завоювати серце поета. Цира доповідає, що Гоча з'явився за наказом цариці й очікує біля входу. Дареджан відверто зізнається Гочі у своєму коханні до нього. Гоча з презирством відкидає порочну пристрасть цариці. Розлючена Дареджан викликає варту і наказує заточити поета в підземеллі.

#### Друга картина
Дареджан засинає, заколисана ласкавою піснею Цири. Тихо, з оголеним кинджалом у руці, входить Ніко. Він наближається до ліжка, відсмикує завісу і зупиняється, вражений надзвичайною красою Дареджан, що мирно заснула. Цариця прокидається і, побачивши красивого юнака, привертає його до себе. Цира з кинджалом кидається на Дареджан, але в опочивальні з'являється притягнутий шумом цар Георгій. Він наказує варті зв'язати дівчину.

### Дія третя
Гоча і Цира заточені в підземеллі. Змова проти цариці зазнала поразки. Її учасникам загрожує смертна кара.
У важкому роздумі цар Георгій. Не може він стратити поета, яким пишається вся країна. Міністр дає царю мудру пораду. Попередник Георгія — цар Баграт за видатні заслуги обіцяв поетові Гоче виконати будь-яке його бажання, але не встиг виконати обіцянки. Після смерті Баграта царське слово — закон для його наступника Георгія. Щоб Гоча залишився в живих, царю треба лише виконати прохання поета про помилування. Цар дякує міністру за мудру пропозицію. Збираються придворні, блазень просить дозволу розвеселити царя. Однак цього разу пісенька блазня аж ніяк не весела, вона насичена викриттям зла, яке приносить народу несправедлива, жорстока цариця.
Цар повідомляє Гочі і Цирі, яких привела охорона, що на них чекає смертельна кара, але поетові надають право висловити своє останнє бажання, і воно буде виконане. На загальний подив і на розчарування царя, Гочі не просить помилування. Він хоче, щоб Циру звільнили. Але вона відмовляється від цього, якщо на Гочі чекає страта.
Звучать останні слова Гочі, він не вимагає помилування і з гордо піднятою головою сходить на ешафот. Але цариця в останню хвилину перериває страту. Вона просить вибачення за всі свої скоєні злочини. Цариця Дареджан розповідає цареві, що винна перед ним і всім народом, каже, що обмовила поета, бо він не відповів взаємністю на її кохання. Не дочекавшись вироку, цариця прощається зі своїм життям — ковтає отруту.